# Listă de poeți de stânga
Aceasta este o listă a poeților de stânga.

## România
- Adrian Păunescu
- Alexandru Toma
- Corneliu Vadim Tudor

## Ungaria
- Attila József